# Cantone di Carmaux-2 Vallée du Cérou
Il Cantone di Carmaux-2 Vallée du Cérou è una divisione amministrativa dell'Arrondissement di Albi.
È stato istituito a seguito della riforma dei cantoni del 2014, che è entrata in vigore con le elezioni dipartimentali del 2015.

## Composizione
Comprende parte della città di Carmaux e i comuni di:
- Amarens
- Blaye-les-Mines
- Bournazel
- Les Cabannes
- Combefa
- Cordes-sur-Ciel
- Donnazac
- Frausseilles
- Itzac
- Labarthe-Bleys
- Labastide-Gabausse
- Lacapelle-Ségalar
- Laparrouquial
- Livers-Cazelles
- Loubers
- Marnaves
- Milhars
- Monestiés
- Montirat
- Montrosier
- Mouzieys-Panens
- Noailles
- Penne
- Le Riols
- Roussayrolles
- Saint-Benoît-de-Carmaux
- Saint-Christophe
- Saint-Marcel-Campes
- Saint-Martin-Laguépie
- Saint-Michel-de-Vax
- Salles
- Le Ségur
- Souel
- Taïx
- Tonnac
- Trévien
- Vaour
- Vindrac-Alayrac
- Virac